# Cadillac rosa de Elvis Presley
O icônico Cadillac rosa de Elvis Presley é um Cadillac Fleetwood Sixty Special de 1955. Ele marcou o estilo da época, foi cantado na cultura popular e copiado por outros ao redor do mundo.
O carro agora está preservado no museu Graceland, em Memphis, Tennessee.

## História
No início de 1955, Elvis comprou seu primeiro Cadillac, um Fleetwood Série 60 de 1954, cor-de-rosa. O carro servia de transporte para Elvis e os The Blue Moon Boys, mas, após a falha de uma pastilha de freio, foi destruído em um incêndio na estrada entre Hope e Texarkana, Arkansas, em 5 de junho de 1955.
Em 5 de julho de 1955, Elvis comprou um Cadillac Fleetwood Série 60 novo, azul com teto preto. A canção "Baby Let's Play House",  primeira música gravada por Elvis a aparecer em uma parada nacional, alcançou a quinta posição na parada Hot Country Songs em julho de 1955, foi mencionada por Elvis; Elvis mandou repintar o carro com Art, um vizinho da Lamar Street. Art projetou uma cor rosa personalizada para Elvis, que ele batizou de "Elvis Rose", mas o carro manteve o teto preto. Assim que o carro ficou pronto, Elvis o deu de presente para sua mãe, Gladys. A Sra. Gladys Presley nunca teve carteira de motorista, e Elvis dirigiu o carro com os membros de sua banda durante a maior parte de 1955-1956.
Em 2 de setembro de 1955, Scotty Moore bateu o carro em um veículo que ultrapassava uma caminhonete em Texarkana, causando US$ 1.000 em danos. Tendo assinado seu contrato com a RCA em novembro de 1955, em março de 1956, Elvis trocou o estofamento, retocou a carroceria e pintou o teto de branco. (Como pode ser visto no livro "A Boy from Tupelo", da FTD/2012, em 1955 o Cadillac já tinha o teto branco).
Ao retornar do serviço militar na Alemanha em 1960, Presley emprestou o carro ao seu amigo do Exército dos Estados Unidos, Joe Esposito, tendo comprado um Cadillac Coupe de Ville 1961 branco com teto rosa.
O Cadillac rosa original permanece em exposição permanente em Graceland, anteriormente sob uma garagem coberta por muitos anos e agora abrigado no museu do automóvel. O carro foi novamente levado para a entrada principal de Graceland em junho de 2006, durante a visita do presidente George W. Bush e do primeiro-ministro japonês Junichiro Koizumi.

## Cadillacs rosa na cultura popular

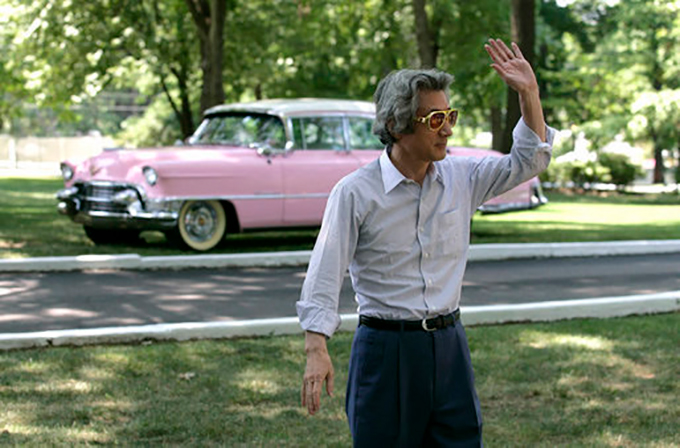
O primeiro-ministro japonês Junichiro Koizumi acena em frente ao Cadillac de Presley durante um passeio por Graceland com George W. Bush em 2006

Na época, a Ford Motor Co. era a única fabricante a oferecer rosa como cor padrão. Após a atenção do público ao carro de Elvis, muitos proprietários de carros na década de 1950 começaram a pintar seus carros em vários tons de rosa.
Embora o carro original fosse um sedã de quatro portas de 1955, a versão mais replicada na cultura popular é um Cadillac Série 62 conversível rosa de 1959, que foi vendido como réplicas em miniatura por muitas empresas, incluindo a Franklin Mint, e apareceu em músicas e vídeos sobre o Cadillac rosa.
Os Cadillacs cor-de-rosa também foram os automóveis reconhecidos pelos seus principais vendedores pela Mary Kay.
Elvis Presley aparece na série The Hitchhiker's Guide to the Galaxy, de Douglas Adams — ele é retratado dirigindo uma nave espacial rosa.
O Cadillac rosa de Elvis foi a inspiração para o romance musical Pink Cadillac (2002), de Robert Dunn. No romance, Elvis faz uma aparição especial, presenteando a heroína, Daisy Holliday, com um de seus Cadillacs rosa, depois que ela o ajuda a colocá-lo em funcionamento.
O Cadillac rosa de Elvis foi destaque na minissérie Elvis da CBS, onde ele é mostrado comprando o carro pela primeira vez para sua mãe.

## Cópia de Krentzman
Em dezembro de 2006, os historiadores de Graceland documentaram e forneceram 125 fotografias coloridas detalhadas de todo o carro para que Bonnie e Stewart Krentzman, de River Vale, Nova Jérsei, pudessem recriar o famoso Cadillac rosa de Elvis com precisão. Amostras de cores Pantone foram usadas para combinar com a pintura externa e interna rosa e branca. Foi estipulado no acordo com Graceland que este, a única "irmã gêmea" e recriação exata do carro original, seria oferecido gratuitamente a organizações de arrecadação de fundos para o câncer de mama "laço cor-de-rosa" para ajudar a arrecadar fundos para pesquisa e educação sobre o câncer de mama. Estima-se que cerca de 200.000 fotos foram tiradas com esta recriação em eventos de arrecadação de fundos para o câncer de mama. Em algumas ocasiões Joe Esposito, empresário de Elvis, apareceu com o carro de Krentzman. O carro de Krentzman fez sua primeira aparição no evento Color Me Pink , da mãe e filha de Susan G. Komen, na cidade de Nova Iorque, em abril de 2007. Desde então, apareceu em muitas caminhadas Susan G. Komen, Avon e Revlon, além de ser usado por muitas organizações de base contra o câncer de mama nos Estados Unidos.

## Canções e filmes sobre Cadillacs rosa
- Pink Cadillac, canção de 1956 de Sammy Masters
- Pink Cadillac, álbum de 1979 de John Prine
- "Pink Cadillac", canção de 1983 de Bruce Springsteen, regravada posteriormente em 1986 pela Southern Pacific e em 1988 por Natalie Cole
- "Freeway of Love", canção vencedora do Grammy de 1985 de Aretha Franklin
- Pink Cadillac, filme de 1989 estrelado por Clint Eastwood

## Galeria

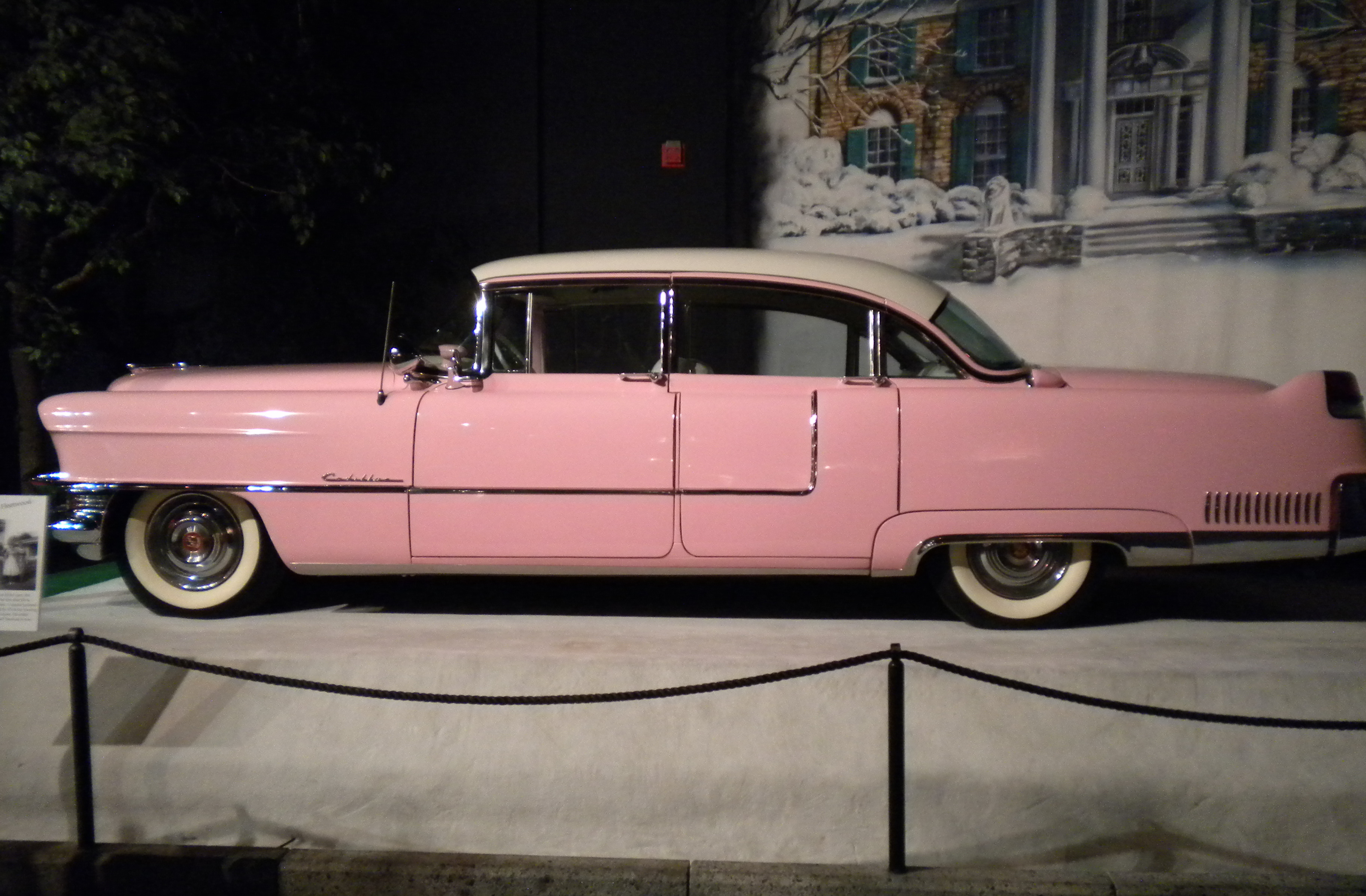
Cadillac de Presley em exposição em 2012
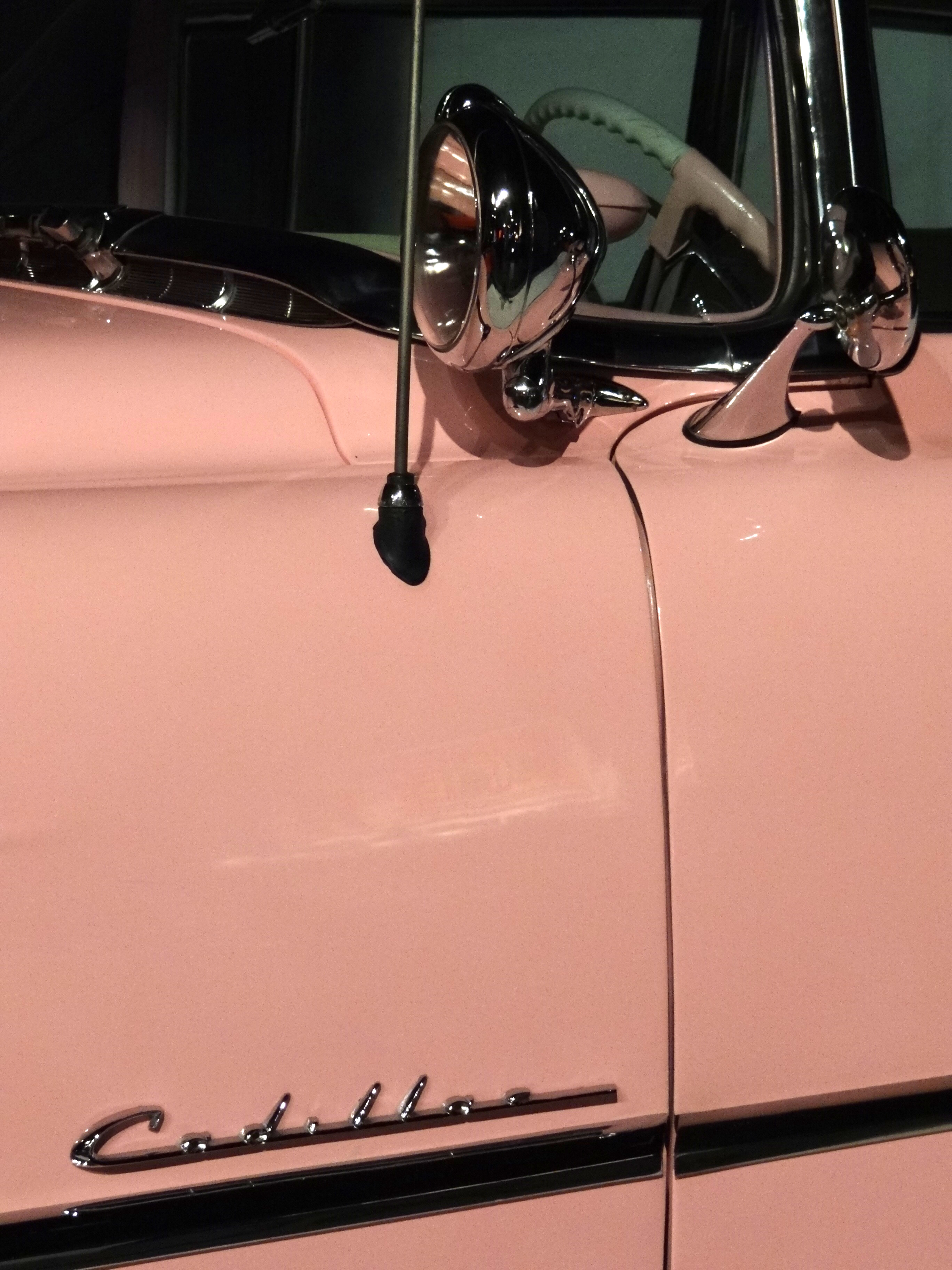
Close-up perto da porta do lado do motorista
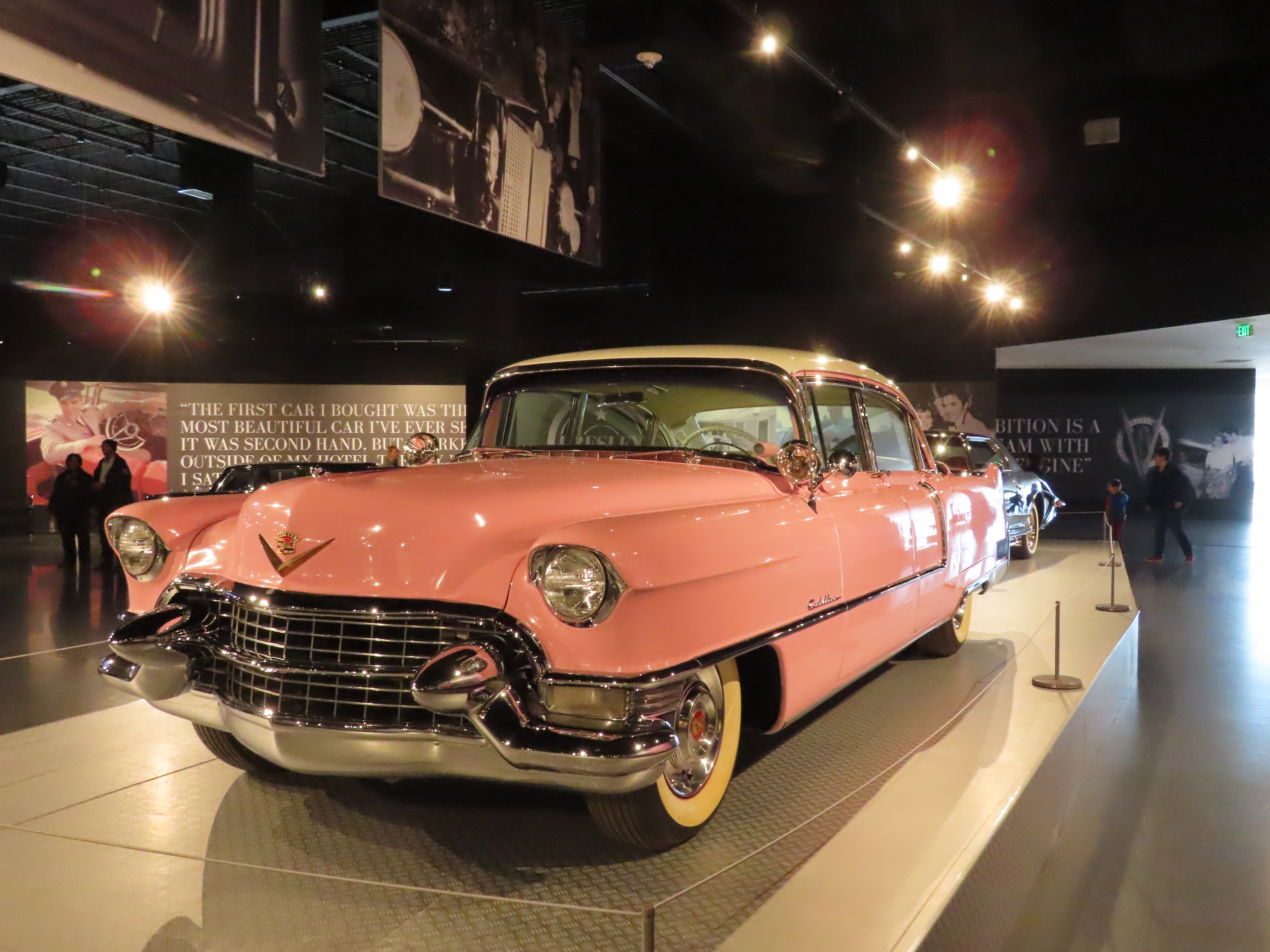
Cadillac de Presley em exposição em 2019
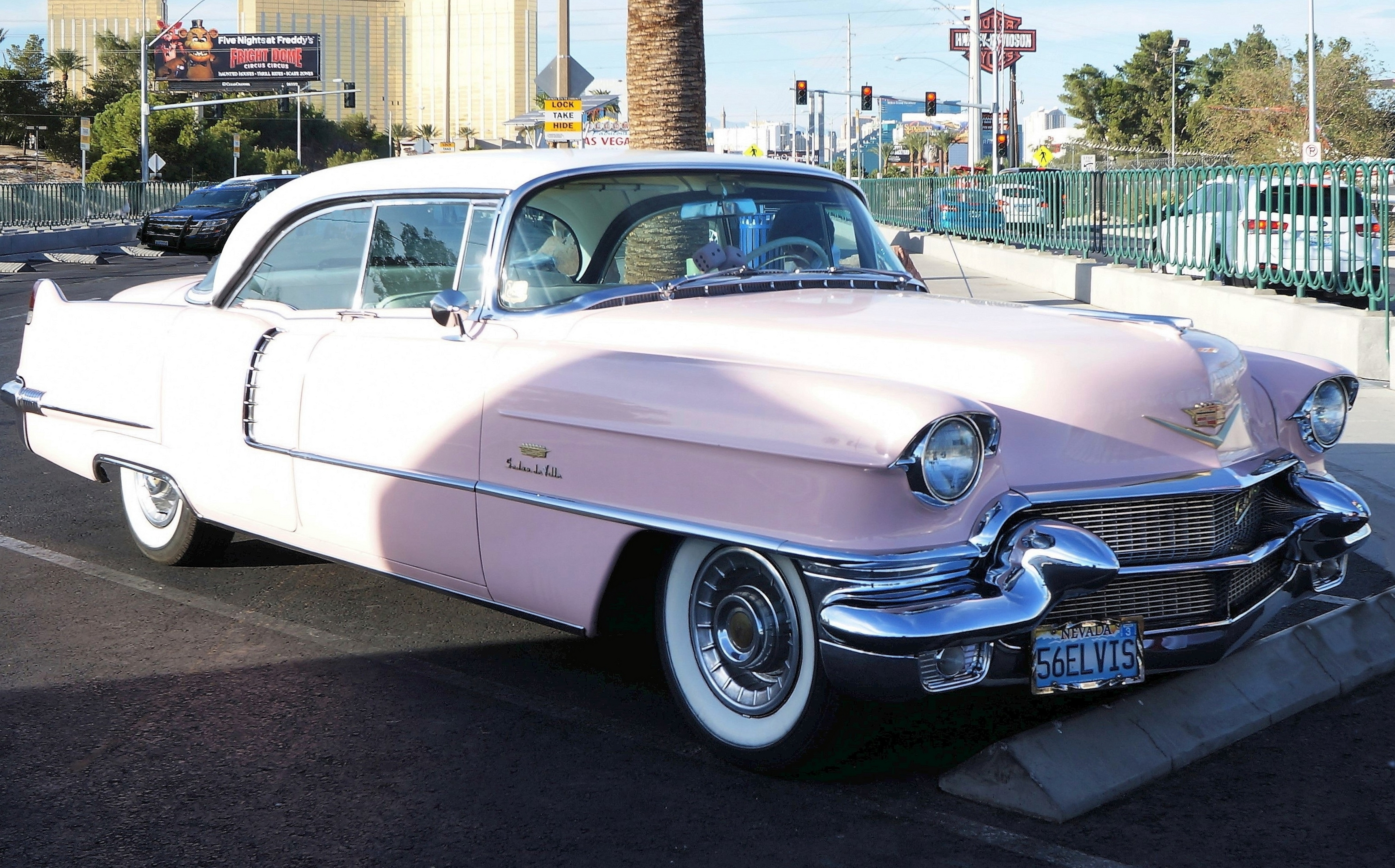
Cadillac de Presley na Las Vegas Blvd, Las Vegas, NV